# Асеведо, Вальтер
Вальтер Ани́баль Асеве́до (исп. Walter Aníbal Acevedo; 16 февраля 1986, Сан-Хусто, Аргентина) — аргентинский футболист, полузащитник.

## Карьера
Воспитанник футбольной школы клуба «Сан-Лоренсо де Альмагро», за который профессионально выступал с 2005 по 2008 годы. За юношеские сборные Аргентины сыграл 7 матчей.
В январе 2009 года перешёл в харьковский «Металлист» на правах аренды, в декабре 2009 контракт был выкуплен. В украинской Премьер-лиге дебютировал 4 марта 2009 года в матче против «Динамо» Киев (0:2), на 67 минуте заменив Виталия Бордияна. Летом 2009 года был отдан в аренду в «Индепендьенте» в обмен на аренду Эрнана Фредеса.
10 февраля 2010 года дебютировал в составе национальной сборной Аргентины в товарищеском матче со сборной Ямайки (2:1).

## Достижения
- Чемпион Аргентины (1): Клаусура 2007

## Статистика по сезонам
Данные на 1 января 2010
| Сезон         | Клуб                    | Матчи | Голы |
| ------------- | ----------------------- | ----- | ---- |
| Клаусура 2005 | Сан-Лоренсо де Альмагро | 5     | 0    |
| Клаусура 2006 | Сан-Лоренсо             | 5     | 1    |
| Апертура 2006 | Сан-Лоренсо             | 18    | 0    |
| Клаусура 2007 | Сан-Лоренсо             | 8     | 0    |
| Апертура 2007 | Сан-Лоренсо             | 1     | 0    |
| Клаусура 2008 | Сан-Лоренсо             | 13    | 0    |
| Апертура 2008 | Сан-Лоренсо             | 5     | 0    |
| 2008/09       | Металлист               | 12    | 0    |
| Апертура 2009 | Индепендьенте           | 15    | 1    |
| Клаусура 2010 | Индепендьенте           |       |      |